# Pharaphodius bechuanus
Pharaphodius bechuanus är en skalbaggsart som beskrevs av Rudolph Petrovitz 1958. Pharaphodius bechuanus ingår i släktet Pharaphodius och familjen Aphodiidae. Inga underarter finns listade i Catalogue of Life.